# نوتودن
نوتودن (بالنرويجية: Notodden)‏ هي بلدة وبلدية في مقاطعة تلمارك، النرويج. تعد جزءاً من منطقة شرق تلمارك التقليدية. المركز الإداري للبلدية هي بلدة نوتودن. انفصلت نوتودن عن بلدية هدال في عام 1913 لتصبح بلدة وبلدية منفصلة. في 1 يناير 1964 دمجت بلديتي هدال وغرانسهراد الريفيتين مع نوتودن لتكوين بلدية موسعة جديدة.

## أعلام
- يواكيم هيكيرود
- جورج أندرسن
- اينار غوندرسن
- لارس أرفيد نيلسن
- هاكون اولسن
- أوغه إريكسن